# Ngựa Shagya Arabian
Ngựa Shagya Arabian là một giống ngựa được phát triển ở Đế quốc Áo-Hung trong thế kỷ 19 tại các trại giống ngựa tại Bábolna, Mezőhegyes, Radautz, Piber và Topolcianky. Ngày nay, giống ngựa này thường được thấy ở Cộng hòa Séc, Áo, Romania, các quốc gia Nam Tư cũ, Ba Lan, Đức và Hungary, nhưng đã được xuất khẩu sang các quốc gia khác và được nhân giống trên khắp thế giới.
Một con ngữa Shagya Arabian thuần chủng ngày nay có dòng máu có thể được truy tìm trong tất cả các dòng đến các cuốn sách về giống của của Rădăuți, Babolna và Topolcianky. Giống ngựa này được một số người coi là một phân loại nhỏ của ngựa Ả Rập, những người khác coi nó là một phân loại thuộc giống Anglo-Ả Rập hoặc ngựa lai Ả Rập.
Một trong những con đực sáng lập giống chính là Shagya, một con ngựa Ả Rập màu xám (hoặc, một số người nói nó là ngựa lai Ả Rập) với một số tổ tiên của các chủng ngựa Kehilan và ngựa Siglavy. Sinh ra ở Syria vào năm 1810, nó có chiều cao hơn mức trung bình của ngựa Ả Rập thời bấy giờ, chiều cao khi đứng là 15.2 1⁄2 hand (62,5 inch, 159 cm) tính từ bả vai.
Giống ngựa này được công nhận là một con giống ngựa cưỡi và cũng được sử dụng trong xe ngựa kéo. Giống ngựa này là một giống ngựa kỵ binh cứng rắn và hiện đang phổ biến trong các môn thể thao ngựa như cưỡi ngựa biểu diễn, đua tranh tài 3 môn phối hợp và cưỡi ngựa bền. Nhà vô địch thế giới về sức bền FEI năm 2006 là một con ngựa Shagya được nhân giống tại Babolna.